# Kolossen
För andra betydelser, se Koloss.
Kolossen (spanska: El Coloso) eller Paniken (spanska: El Pánico) är en oljemålning av den spanske konstnären Francisco de Goya från 1818–1825. Den ingår i Pradomuseets samlingar i Madrid sedan 1931. 
Målningen skildrar hur en folkmassa flyr från en stor fara, en analogi över det monstruösa kriget som drabbade Spanien när Napoleons Frankrike 1808 invaderade landet. Goya har målat in en väldig, skräckinjagande varelse som fyller skyn. Den kan antingen tolkas som en fientlig jätte (den franska stormakten) som ännu inte upptäckt de flyende människorna. Alternativt är det en skyddande jätte – en spansk nationell rörelse som vaknat för med all sin kraft trotsa Napoleon. Den vänder ryggen mot de flyende människorna, kanske mot de franska inkräktarna. 
Den franska invasionen av Spanien 1808 och det brutala krig som följde väckte så småningom en häftig reaktion hos Goya. Utöver Kolossen togs sig hans antikrigsuppfattning uttryck i bland annat sviten Krigets fasor (1810–1813), vari han med stark realism skildrade kriget. Spanska självständighetskriget skildrade Goya med intensivt självupplevt patos i målningar som en Den 2 maj 1808 i Madrid: striden med mamlukerna och den franska vedergällningen i Den 3 maj 1808 i Madrid: arkebuseringen, båda utförda 1814. 
År 2008 gick Pradomuseet ut med ett pressmeddelande där de ifrågasatte att Goya verkligen var upphovsman till detta ikoniska verk. Museet konstaterade att initialerna A.J. framskymtade i det vänstra hörnet och att stilen hade likheter med Goyas konstnärsvän Asensio Juliá (1760–1832). Efter flera års diskussion i internationella konstkretsar enades flertalet kännare att det trots allt var en Goya-målning.

## Relaterade målningar

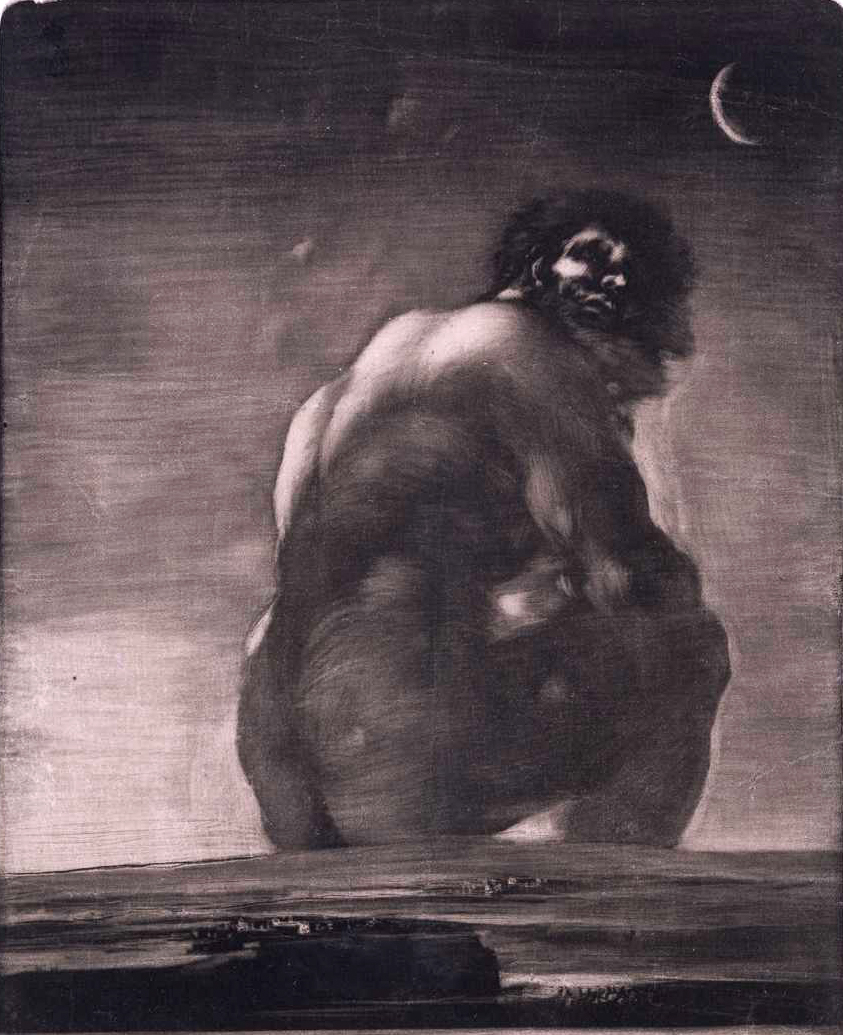
Skiss av Goya.